# Maytenus rupestris
Maytenus rupestris är en benvedsväxtart som beskrevs av J.R. Pirani och R.M. Carvalho-okano. Maytenus rupestris ingår i släktet Maytenus och familjen Celastraceae. Inga underarter finns listade.